# Dipotsana
Dipotsana – wieś w Botswanie w dystrykcie Southern. Według spisu ludności z 2011 roku wieś liczyła 124 mieszkańców.